# (8202) Gooley
(8202) Gooley est un astéroïde de la ceinture principale.

## Description
(8202) Gooley est un astéroïde de la ceinture principale. Il fut découvert le 11 février 1994 à Kitami par Kin Endate et Kazuro Watanabe. Il présente une orbite caractérisée par un demi-grand axe de 2,92 UA, une excentricité de 0,08 et une inclinaison de 3,1° par rapport à l'écliptique.

## Compléments